# Lista de aves da Galiza

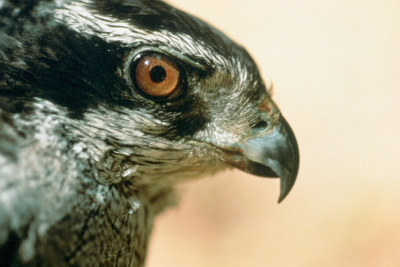
Açor.

Esta é uma lista alfabética das aves silvestres encontradas na Galiza. São incluídas as espécies habituais e ocasionais, incluindo algumas que não são observadas na comunidade há anos, a menos que tenha sido por muito tempo. Não foram incluídas as aves domésticas (como por exemplo a galinha, peru-selvagem, ganso ou o avestruz), nem as aves ornamentais criadas em cativeiros, embora aquelas que procedentes desta última situação, tenham escapado ou tenham sido libertadas e já tenham se adaptado à vida em liberdade ou que estejam em processo de fazê-la. É indicada a sua presença (nativa, invernante, acidental...). Também é dito se é comum ou pouco comum, já que uma espécie nativa ou muito difundida pelo território pode não ser muito abundante. Também é indicado o seu estado na Galiza (que pode não corresponder ao seu estado internacional), para o qual foram utilizadas as equivalências com o sistema da União Internacional para a Conservação da Natureza. Uma ave pouco comum pode ter um estado pouco preocupante se as suas populações forem estáveis, e também pode estar em expansão. É mostrada apenas uma imagem de cada ave, embora em muitas delas o macho, a fêmea e os imaturos tenham plumagens diferentes ou apresentam plumagens de inverno e verão ou da estação reprodutiva.

## Ordem alfabética de nomes científicos

### A
| Nome científico                 | Nome comum em galego                                            | Imagem | Presença                                                    | Estado na Galiza | Família      | Multimédia |
| ------------------------------- | --------------------------------------------------------------- | ------ | ----------------------------------------------------------- | ---------------- | ------------ | ---------- |
| Accipiter gentilis              | Azor, azor común                                                |        | Nativo, mas pouco comum.                                    |                  | Accipitridae |            |
| Accipiter nisus                 | Gabián, gabián común                                            |        | Nativo, mas pouco comum.                                    |                  | Accipitridae |            |
| Acrocephalus arundinaceus       | Folosa grande, fulepa grande                                    |        | Estival pouco comum.                                        |                  | Sylviidae    |            |
| Acrocephalus griseldis          | Folosa de Basora,[carece de fontes?] fulepa de Basora           |        | Acidental, rara.                                            | -                | Sylviidae    |            |
| Acrocephalus paludicola         | Folosa acuática, fulepa acuática                                |        | De passagem, rara.                                          | -                | Sylviidae    |            |
| Acrocephalus schoenobaenus      | Folosa das xunqueiras, folosa dos xuncos, fulepa das xunqueiras |        | De passagem.                                                | -                | Sylviidae    |            |
| Actitis hypoleucos              | Bilurico bailón bilurico das rochas                             |        | Invernante bastante comum e ave de passagem o resto do ano. |                  | Scolopacidae |            |
| Actitis macularius              | Bilurico maculado                                               |        | Acidental, rara.                                            | -                | Scolopacidae |            |
| Aegithalos caudatus             | Ferreiriño rabilongo, ferreiriño subeliño                       |        | Nativa e comum.                                             |                  | Aegithalidae |            |
| Aegypius monachus               | Voitre negro                                                    |        | Muito raro.                                                 | -                | Accipitridae |            |
| Aix galericulata                | Pato mandarín                                                   |        | Acidental, raridade.                                        | -                | Anatidae     |            |
| Alauda arvensis                 | Laverca, laverca común                                          |        | Nativa e comum.                                             |                  | Alaudidae    |            |
| Alca torda                      | Carolo, Arao romeiro                                            |        | Invernante comum, rara no verão.                            |                  | Alcidae      |            |
| Alcedo atthis                   | Picapeixe, Martiño peixeiro                                     |        | Nativo pouco comum.                                         |                  | Alcedinidae  |            |
| Alectoris rufa                  | Perdiz común,[carece de fontes?] perdiz, perdiz rubia           |        | Nativa, escassa.                                            |                  | Phasianidae  |            |
| Alle alle                       | Arao pequeno, arao piro                                         |        | Invernante escasso e de passagem.                           |                  | Alcidae      |            |
| Anas acuta                      | Pato rabilongo                                                  |        | Acidental, raridade.                                        | -                | Anatidae     |            |
| Anas americana                  | Asubiador americano, pato asubión americano                     |        | Acidental, raridade.                                        | -                | Anatidae     |            |
| Anas carolinensis               | Cerceta de Carolina,[carece de fontes?] cerceta da Carolina     |        | Invernante acidental escassa, raridade.                     | -                | Anatidae     |            |
| Anas clypeata                   | Cullerete, pato cullerete                                       |        | Invernante pouco comum.                                     |                  | Anatidae     |            |
| Anas crecca                     | Cerceta, cerceta real                                           |        | Invernante abundante.                                       |                  | Anatidae     |            |
| Anas discors                    | Cerceta aliazul                                                 |        | Invernante acidental, raridade.                             | -                | Anatidae     |            |
| Anas falcata                    | Pato falcado, cerceta de falcatas                               |        | Invernante acidental, raridade.                             | -                | Anatidae     |            |
| Anas penelope                   | Asubiador, pato asubión, pato asubión europeo                   |        | Invernante comum.                                           |                  | Anatidae     |            |
| Anas platyrhynchos              | Lavanco, lavanco real                                           |        | Nativa e comum.                                             |                  | Anatidae     |            |
| Anas querquedula                | Cerceta albela, cerceta de estío                                |        | De passagem, escassa.                                       |                  | Anatidae     |            |
| Anas rubripes                   | Pato-escuro-americano                                           |        | Acidental, raridade.                                        | -                | Anatidae     |            |
| Anas strepera                   | Pato frisado, pato cincento, pato cinsento                      |        | Invernante pouco comum.                                     |                  | Anatidae     |            |
| Anser albifrons                 | Ganso de testa branca, Ganso careto, Ánsar careto grande        |        | Invernante acidental.                                       | -                | Anatidae     |            |
| Anser anser                     | Ganso bravo, ánsar cincento                                     |        | Invernante regular escasso e de passagem o resto do ano.    |                  | Anatidae     |            |
| Anser brachyrhynchus            | Ganso bicocurto, ánsar bicocurto                                |        | Invernante acidental, raridade.                             | -                | Anatidae     |            |
| Anser fabalis                   | Ganso campestre, ánsar bravo                                    |        | Invernante raro.                                            |                  | Anatidae     |            |
| Anthus campestris               | Pica campestre, pica papuda                                     |        | Estival e de passagem escassa.                              |                  | Motacillidae |            |
| Anthus cervinus                 | Pica de gorxa rubia, pica pintada                               |        | Acidental.                                                  | -                | Motacillidae |            |
| Anthus hodgsoni                 | Pica de Hodgson                                                 |        | Acidental, raridade.                                        | -                | Motacillidae |            |
| Anthus petrosus                 | Pica costeira, pica patinegra costeira                          |        | Invernante escassa.                                         |                  | Motacillidae |            |
| Anthus pratensis                | Pica dos prados                                                 |        | Invernante comum.                                           |                  | Motacillidae |            |
| Anthus richardi                 | Pica de Richard                                                 |        | Invernane acidental, raridade.                              | -                | Motacillidae |            |
| Anthus spinoletta               | Pica alpina, pica patinegra montesa                             |        | Nativa, sedentária escassa.                                 |                  | Motacillidae |            |
| Anthus trivialis                | Pica das árbores                                                |        | Estival escassa.                                            |                  | Motacillidae |            |
| Apus affinis                    | Cirrio pequen                                                   |        | Acidental, raridade.                                        | -                | Apodidae     |            |
| Apus apus                       | Cirrio común, cirrio                                            |        | Estival abundante.                                          |                  | Apodidae     |            |
| Apus melba (Tachymarptis melba) | Andoriñón real, andurón real                                    |        | Estival, não chega a ser comum.                             |                  | Apodidae     |            |
| Apus pallidus                   | Cirrio pálido,                                                  |        | Acidental.                                                  | -                | Apodidae     |            |
| Aquila chrysaetos               | Aguia real                                                      |        | Nativa, sedentária mas muito escassa.                       |                  | Accipitridae |            |
| Aquila adalberti                | Aguia imperial ibérica, aguia imperial                          |        | Presença excecional.                                        | -                | Accipitridae |            |
| Aquila clanga                   | Aguia manchada, aguia berrona                                   |        | Acidental, raridade.                                        |                  | Accipitridae |            |
| Ardea cinerea                   | Garza real                                                      |        | Nativa comum.                                               |                  | Ardeidae     |            |
| Ardeola ralloides               | Garza amarela, garza caranguexeira                              |        | Acidental.                                                  | -                | Ardeidae     |            |
| Arenaria interpres              | Virapedras, píllara riscada                                     |        | Invernante comum e de passagem o resto do ano.              |                  | Scolopacidae |            |
| Asio flammeus                   | Curuxa das xunqueiras, moucho emigrante                         |        | Invernante e de passagem, escassa.                          | -                | Strigidae    |            |
| Asio otus                       | Bufo pequeno                                                    |        | Nativo pouco comum, zona oriental.                          |                  | Strigidae    |            |
| Athene noctua                   | Moucho común, moucho                                            |        | Nativo, não chega a ser comum, em diminuição.               |                  | Strigidae    |            |
| Aythya affinis                  | Pato bóla, parrulo bóla                                         |        | Acidental invernante, raridade.                             | -                | Anatidae     |            |
| Aythya collaris                 | Pato de colar, parrulo cristado americano                       |        | Invernante acidental, raridade.                             | -                | Anatidae     |            |
| Aythya ferina                   | Pato chupón, parrulo chupón                                     |        | Invernante comum.                                           |                  | Anatidae     |            |
| Aythya fuligula                 | Pato cristado, parrulo cristado común                           |        | Invernante.                                                 |                  | Anatidae     |            |
| Aythya marila                   | Pato bastardo, parrulo cariblanco                               |        | Invernante escasso.                                         |                  | Anatidae     |            |
| Aythya nyroca                   | Pato castaño, parrulo ferruxento                                |        | Invernante escasso.                                         |                  | Anatidae     |            |